# Myndigheten för vård- och omsorgsanalys
Myndigheten för vård- och omsorgsanalys är en myndighet under Socialdepartementet som inledde sin verksamhet 1 januari 2011. Myndigheten har till uppgift att följa upp, utvärdera, och effektivitetsgranska hälso- och sjukvården i Sverige, och ska kunna granska all offentligt finansierad hälso- och sjukvård oavsett huvudmannaskap eller driftsform, inklusive tandvård, delar av socialtjänsten, och andra myndigheters arbete.
Den 1 juli 2015 utvidgades myndighetens uppdrag till att omfatta hela socialtjänsten, inklusive den verksamhet som bedrivs med stöd av lagen om stöd och service till vissa funktionshindrade. Enligt det nya uppdraget blir myndighetens uppgift att ur ett patient-, brukar- och medborgarperspektiv följa upp och analysera verksamheter och förhållanden inom hälso- och sjukvården, tandvården och omsorgen. I samband med detta bytte myndigheten namn från Myndigheten för vårdanalys till Myndigheten för vård- och omsorgsanalys.
Från december 2020 använder myndigheten kortnamnet Vård- och omsorgsanalys (tidigare Vårdanalys) i texter och rapporter. Kortnamnet används omväxlande med myndighetens fullständiga namn.
Myndighetens generaldirektör är Jean-Luc af Geijerstam.

## Regeringsuppdraget mars 2025
Sjukvårdsminister Acko Ankarberg Johansson gav i mars 2025 Myndigheten för vård- och omsorgsanalys i uppdrag att kartlägga kunskapsstyrningen i andra länder gällande ”sjukdomar eller tillstånd med svagt kunskapsläge” som Postcovid och liknande tillstånd som ME/CFS, PANS/PANDAS och POTS. Man nämner även långvariga besvär efter Sepsis och Influensa.

## Källhänvisningar
1. ↑  ”»Myndigheten för vårdanalys« ska granska hela vården”. Läkartidningen (Sveriges Läkarförbund). 18 oktober 2010. ISSN 0023-7205. https://lakartidningen.se/notiser/2010/10/emyndigheten-for-vardanalys-ska-granska-hela-varden/. Läst 23 februari 2010.
2. ↑  ”Vårdanalys får nytt uppdrag att analysera socialtjänsten”. Arkiverad från originalet den 20 augusti 2016. https://web.archive.org/web/20160820203247/http://vardanalys.se/Om-Vardanalys/Vardanalys-far-nytt-uppdrag-att-analysera-socialtjansten1/. Läst 29 oktober 2015.
3. ↑  Stenborg, Anna (28 jun 2024). ”POTS - Postural ortostatiskt takykardisyndrom”. 1177. https://www.1177.se/Stockholm/sjukdomar--besvar/hjarta-och-blodkarl/blodtryck/pots/. Läst 3 april 2025.
4. ↑  Socialdepartementet (Acko Ankarberg Johansson) (21 mars 2025). ”Ny kartläggning ska stärka vården för patienter med svårdiagnostiserade tillstånd”. Pressmeddelande.
5. ↑  Pagels, Susanna (2025). ”Vårdanalys ska kartlägga kunskap om postcovid och ME”. Dagens medicin (Bonnier news) (14):  sid. 14. https://www.dagensmedicin.se/specialistomraden/neurologi/vardanalys-ska-kartlagga-kunskap-om-postcovid-och-me/. Läst 3 april 2025.